# Okja
Okja es una película de aventuras del año 2017 coproducida por Corea del Sur y los Estados Unidos, con guion redactado por el director Bong Joon-ho en colaboración con Jon Ronson. El elenco, encabezado por Ahn Seo-hyun, incluye a Tilda Swinton, Jake Gyllenhaal, Paul Dano, Steven Yeun, Lily Collins, Devon Bostick, Byun Hee-bong y Shirley Henderson.
El filme compitió por la Palma de Oro en el Festival de cine de Cannes del 2017 y se encuentra disponible en todo el mundo para reproducción y descarga a través de Netflix desde el 28 de junio de 2017.

## Sinopsis
Mija (Ahn Seo-hyeon), una niña que vive en una montaña remota en Gangwon, se embarca en un arriesgado viaje a Nueva York para rescatar a su mejor amiga, una supercerda llamada Okja, de las manos de Mirando Corporation, una multinacional que ambiciona convertirla en carne. En el trayecto, obtendrá ayuda de unos activistas por los derechos de los animales del Frente de Liberación Animal que están en contra de los planes de la corporación.

## Reparto
- Ahn Seo-hyun, como Mija.
- Tilda Swinton, como las hermanas gemelas Lucy y Nancy Mirando.
- Jake Gyllenhaal, como el doctor Johnny Wilcox.
- Paul Dano, como Jay.
- Byun Hee-bong, como Heebong.
- Steven Yeun, como K.
- Lily Collins, como Red.
- Devon Bostick, como Silver.
- Shirley Henderson, como Jennifer.
- Daniel Henshall, como Blond.
- Yoon Je-moon, como Mundo Park.[1]
- Choi Woo Shik, como Kim.
- Giancarlo Esposito, como Frank Dawson.
- Choi Moon-kyeong, como la intérprete.
- Lee Bong-ryun, como la recepcionista de Mirando Korea.
- Yoon Kyung-ho como un empelado de Mirando Korea.

## Producción
En enero del 2013, Bong Joon-ho reveló que estaba "preparando una película de aventuras con una protagonista peculiar", y mencionó que "este trabajo tiene locaciones en Corea y en los Estados Unidos, y contiene diálogos en inglés y en coreano en proporciones similares"[6]. El director también comentó: "Con Okja, quiero mostrar tanto la amistad como el temor que existe entre los seres humanos y los animales". El 10 de diciembre del 2015, Netflix y Plan B Entertainment anunciaron una inversión de 50 millones de dólares para la película. Darius Khondji, cinematógrafo de Alien: Resurrección, Medianoche en París y Amor, entre otros filmes, se unió a la producción y comenzó a filmar las escenas de Okja el 22 de abril del 2016 en los alrededores de la subestación eléctrica de Guro-gu, en Seúl. Del 23 al 25 de abril de 2016, la filmación continuó en Daejeon, en el paso a desnivel de Galma, y el 31 de mayo del mismo año de vuelta en Seúl, en el puente Yanghwa, en la autopista de Gangbyeonbuk y en Sangam-dong. Posteriormente, del 4 al 6 de junio de 2016 en un túnel en Gwangsan, se filmó una escena en la que la protagonista se divierte con su enorme mascota. Después de 8 semanas de rodaje en sets y locaciones surcoreanas, la producción se trasladó a Vancouver y a Nueva York.

## Recepción crítica
Okja tiene una calificación de 85% en la base de datos cinematográfica Tomatazos (Rotten Tomatoes, en Hispanoamérica) y una media ponderada de 7.5/10. En Metacritic, el filme tiene una puntuación de 75 sobre 100, con "críticas generalmente favorables".[cita requerida]